# Comuna Lejre (1970-2006)
Lejre (Lejre Kommune) a fost o comună din comitatul Roskilde Amt, Danemarca, care a existat între anii 1970-2006. Comuna avea o suprafață totală de 88,17 km² și o populație de 8.852 de locuitori (în 2006), iar din 2007 teritoriul său face parte din comuna Lejre.
1. ↑   https://www.retsinformation.dk/eli/lta/1970/62 Lipsește sau este vid: |title= (ajutor)